# 布里姆菲尔德 (伊利诺伊州)
布里姆菲尔德是美国伊利诺伊州皮奥里亚县的一处村庄。
在2000年人口普查中，该地的人口共有933名。布里姆菲尔德是皮奥里亚县都市圈的一部分。